# Tero Föhr
Tero Föhr (* 1. srpna 1980 Helsinky) je finský reprezentant v orientačním běhu. Jeho největším úspěchem je stříbrná a dvě bronzové medaile z Mistrovství světa v orientačním běhu z let 2007 a 2009. V současnosti běhá za finský klub Vehkalahden Veikot.